# Maia Challenger 2020 - Doppio
Andre Begemann e Daniel Masur erano i detentori del titolo, ma hanno scelto di partecipare con altri compagni.
In finale Zdeněk Kolář e Andrea Vavassori hanno sconfitto Lloyd Glasspool e Harri Heliövaara con il punteggio di 6–3, 6–4.

## Teste di serie
1. Gonçalo Oliveira /  David Vega Hernández (primo turno)
2. Andre Begemann /  Albano Olivetti (semifinale)

1. Zdeněk Kolář /  Andrea Vavassori (campioni)
2. Lloyd Glasspool /  Harri Heliövaara (finale)

## Wildcard
1. Nuno Borges /  Francisco Cabral (primo turno)
2. Gonçalo Falcão /  Pedro Sousa (quarti di finale)

1. Tiago Cação /  Luís Faria (primo turno)

## Alternates
1. Geoffrey Blancaneaux /  Nino Serdarušić (quarti di finale)